# François Besch
François Besch (* 11. dubna 1963 Esch-sur-Alzette) je lucemburský novinář, fotograf a umělec.

## Život a dílo
V červenci 2011 vyhrál konkurs Life in a Day společnosti National Geographic. Je známý fotografiemi pořízenými aplikací Hipstamatic pro iPhone.
Žije a tvoří v Béiweng.

## Ceny a ocenění
- 2017: Monika von Boch-Preis für Fotografie[2][3]

## Výstavy
- 2013: Von Glückspilzen und anderen Lichtwelten, Galerie Clairefontaine (Espace 2), Luxemburg[4][5]
- 2013: The Story of the Creative, See.Me Exhibition Space, New York City
- 2014: Salon d'automne du Cercle artistique de Luxembourg
- 2015: BeNeLux, Galerie bij de Boeken, Ulft, Nizozemsko[6]
- 2015: Six Lives in Photography, Photomeetings Luxembourg[7][8]
- 2016: Luxembourg Art Week 2016, Salon d'automne du Cercle artistique de Luxembourg
- 2017: François Besch, Hipstamatics, Museum Schloss Fellenberg, Merzig, Německo[9][10]

## Galerie

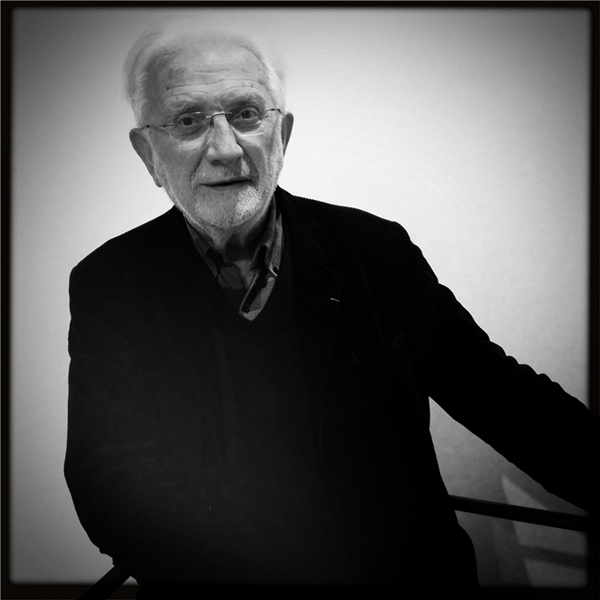
Lucien Clergue, zakladatel festivalu Rencontres d'Arles, 2013
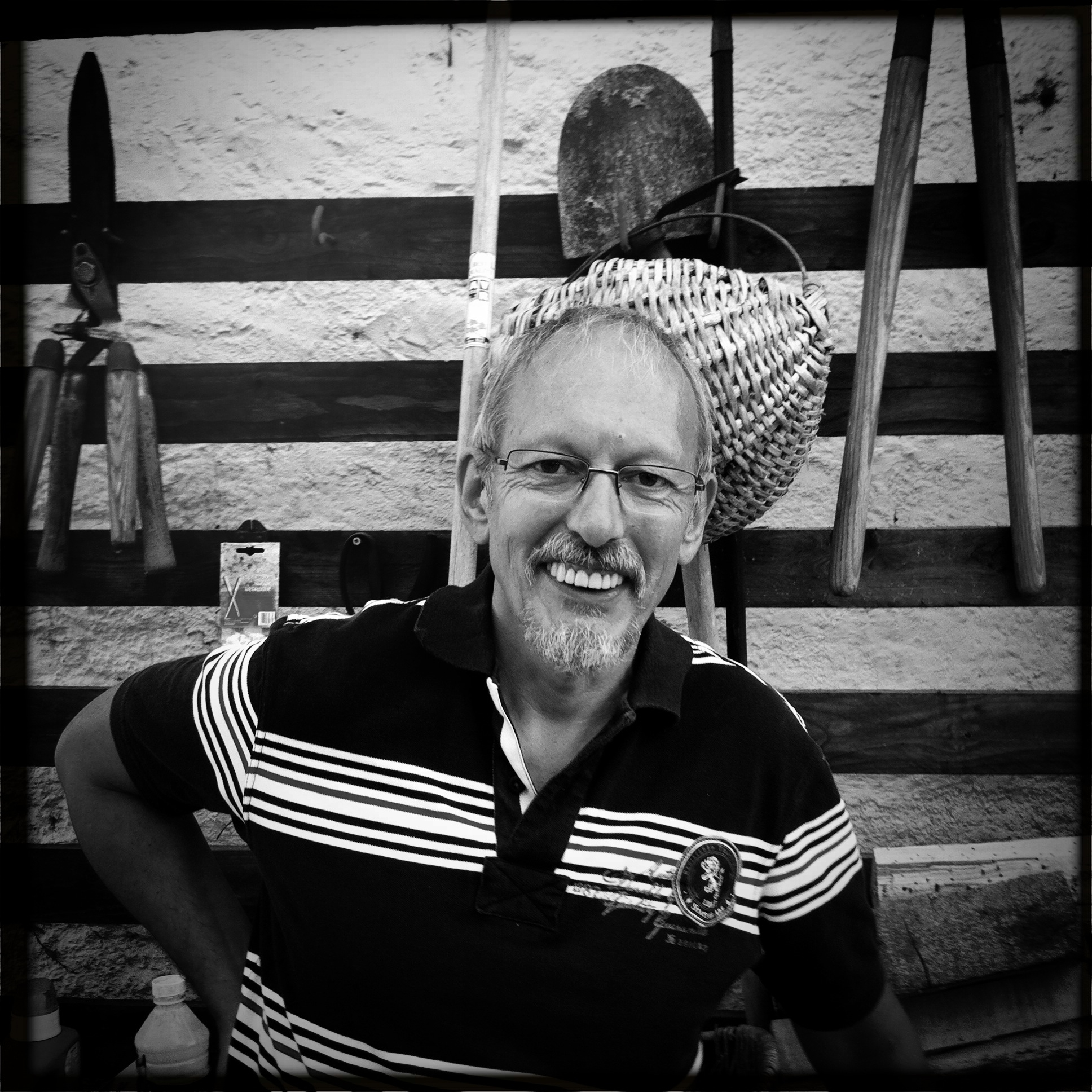
Jean-Marie Biwer
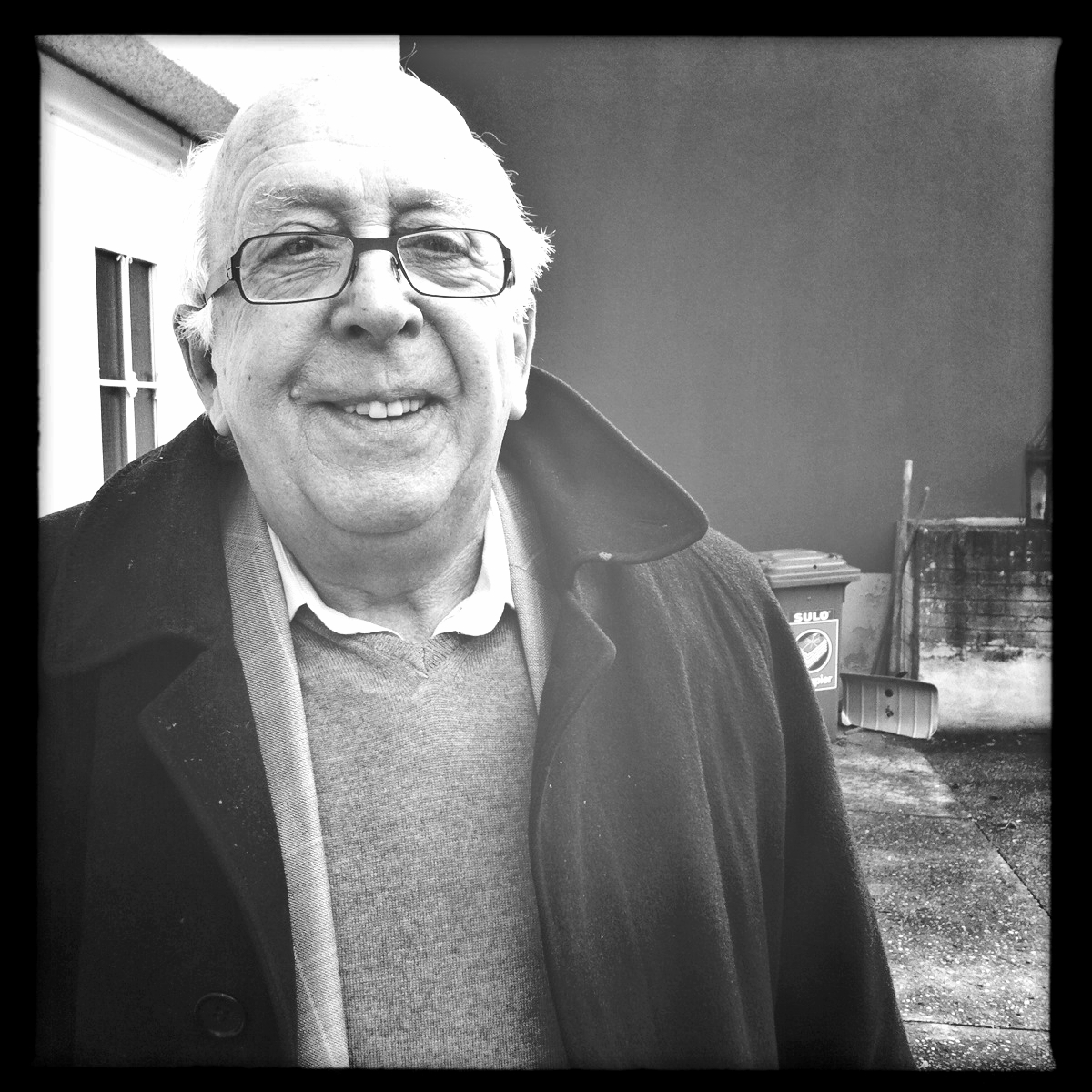
Fernand Fox
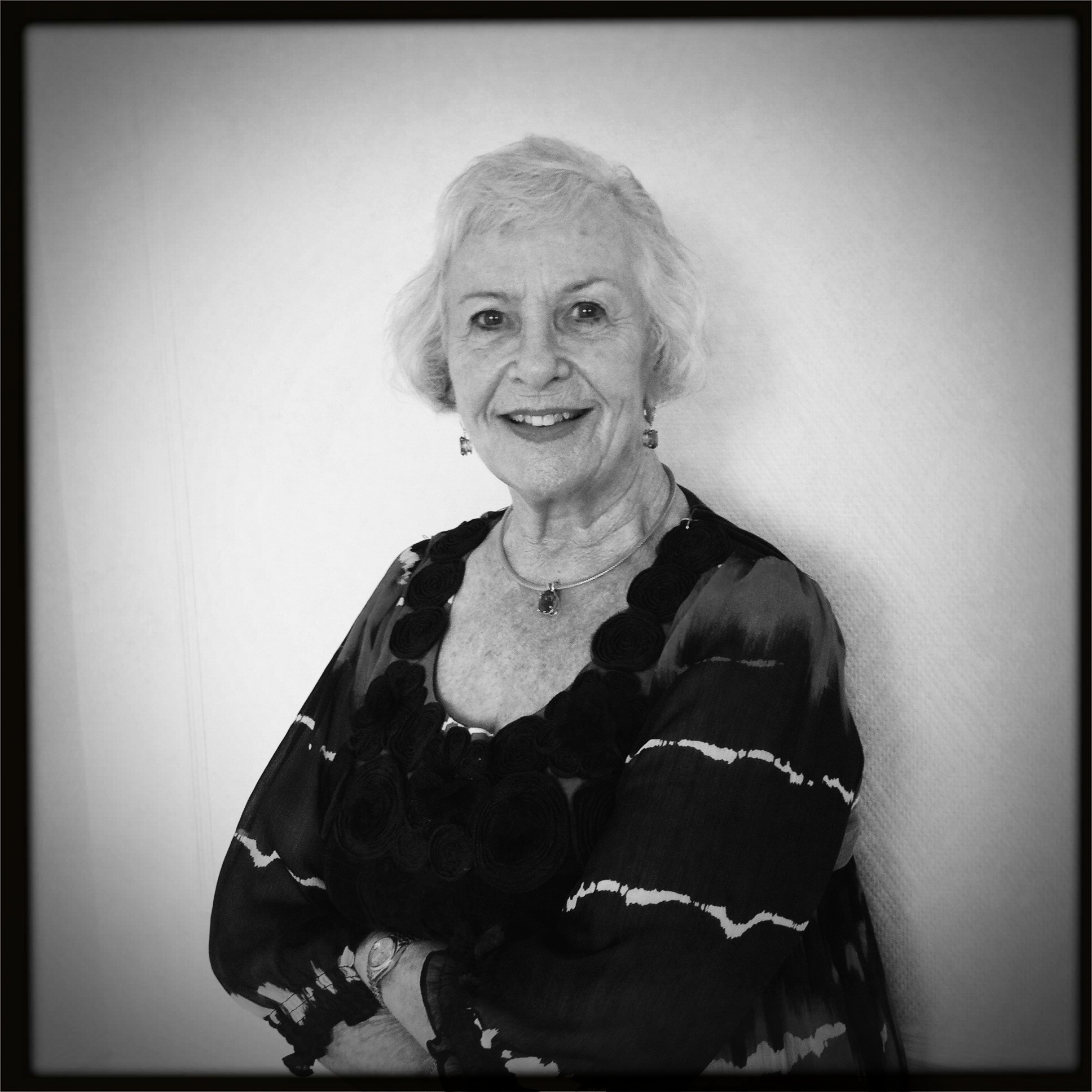
Germaine Damar
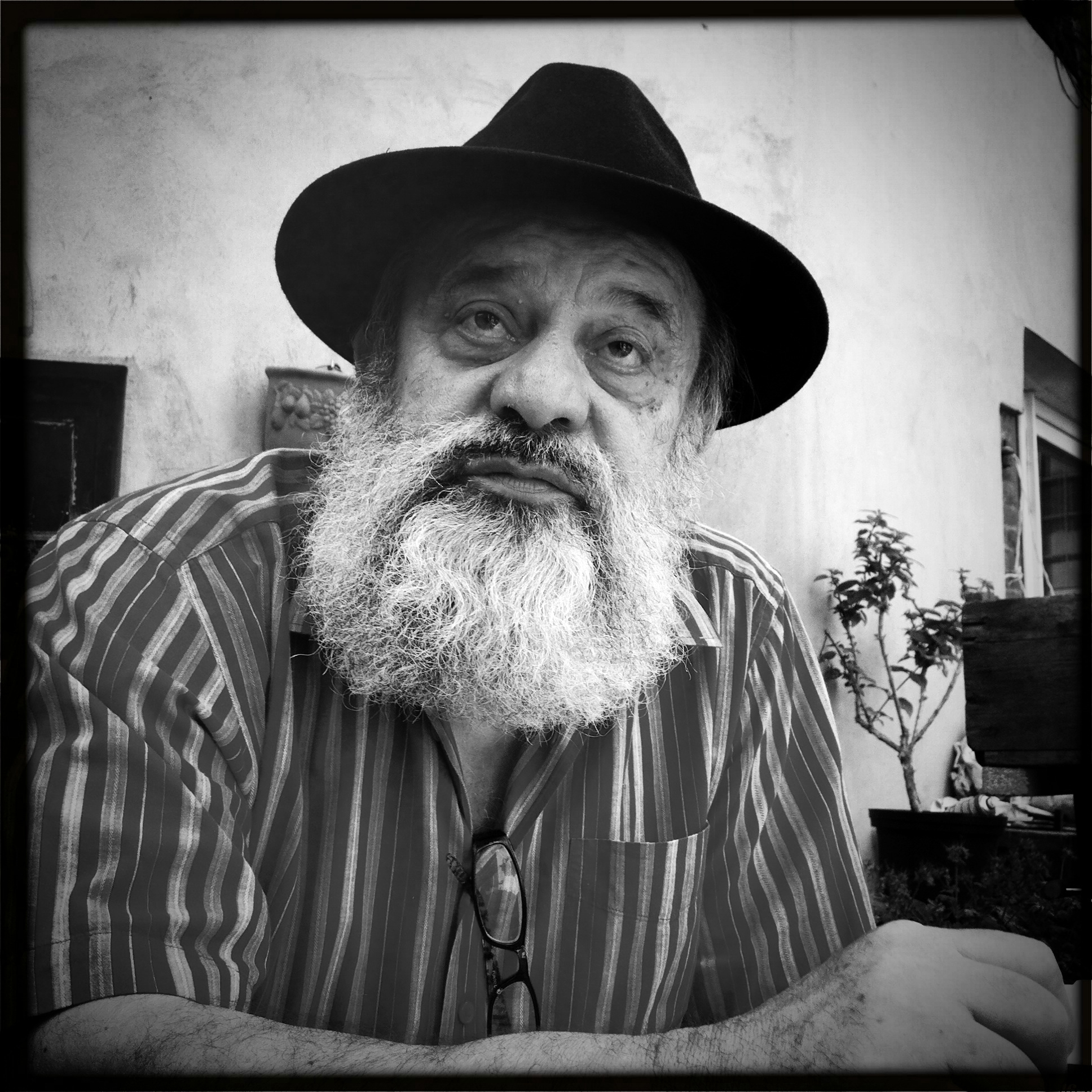
Jean-Pierre Adam
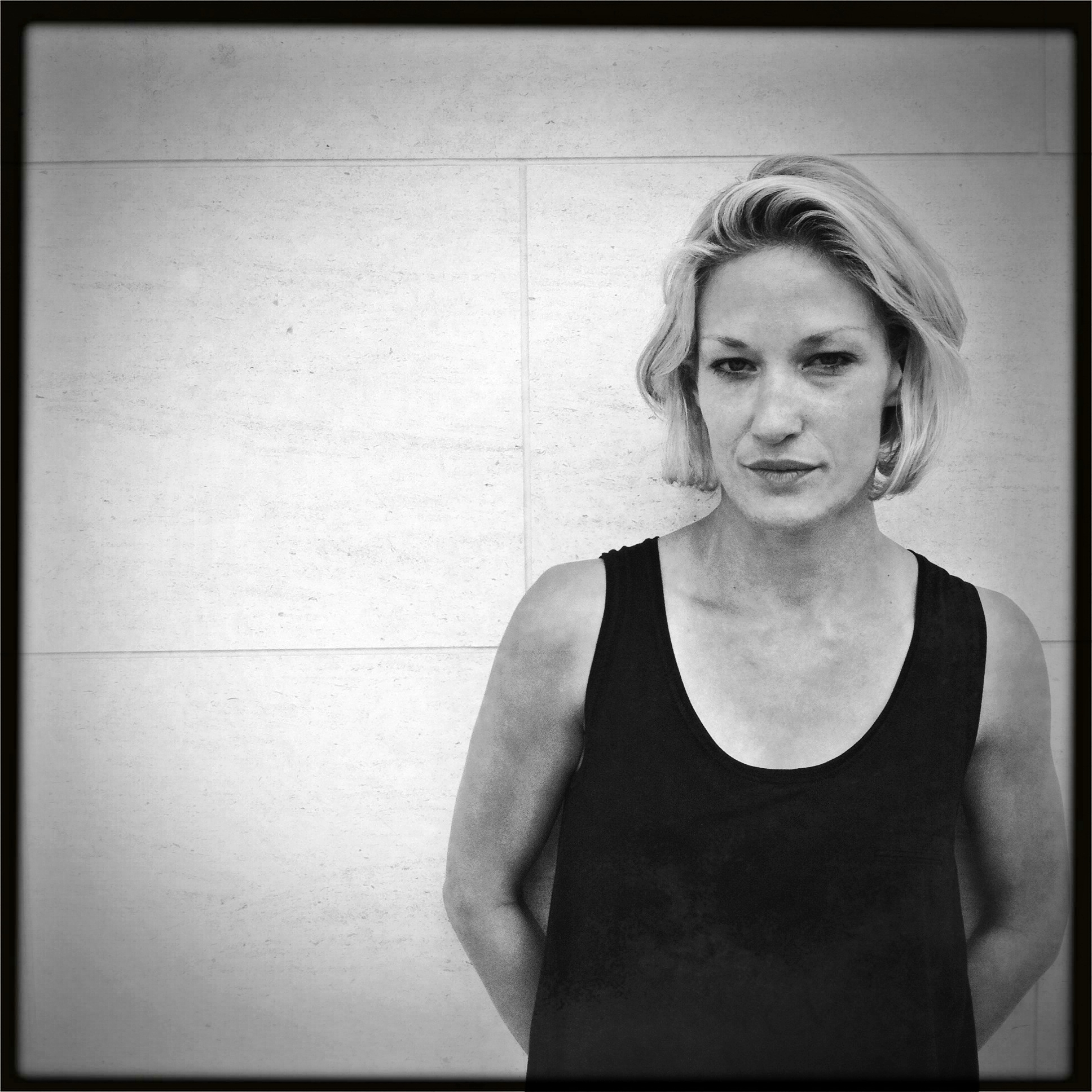
Sylvia Camarda
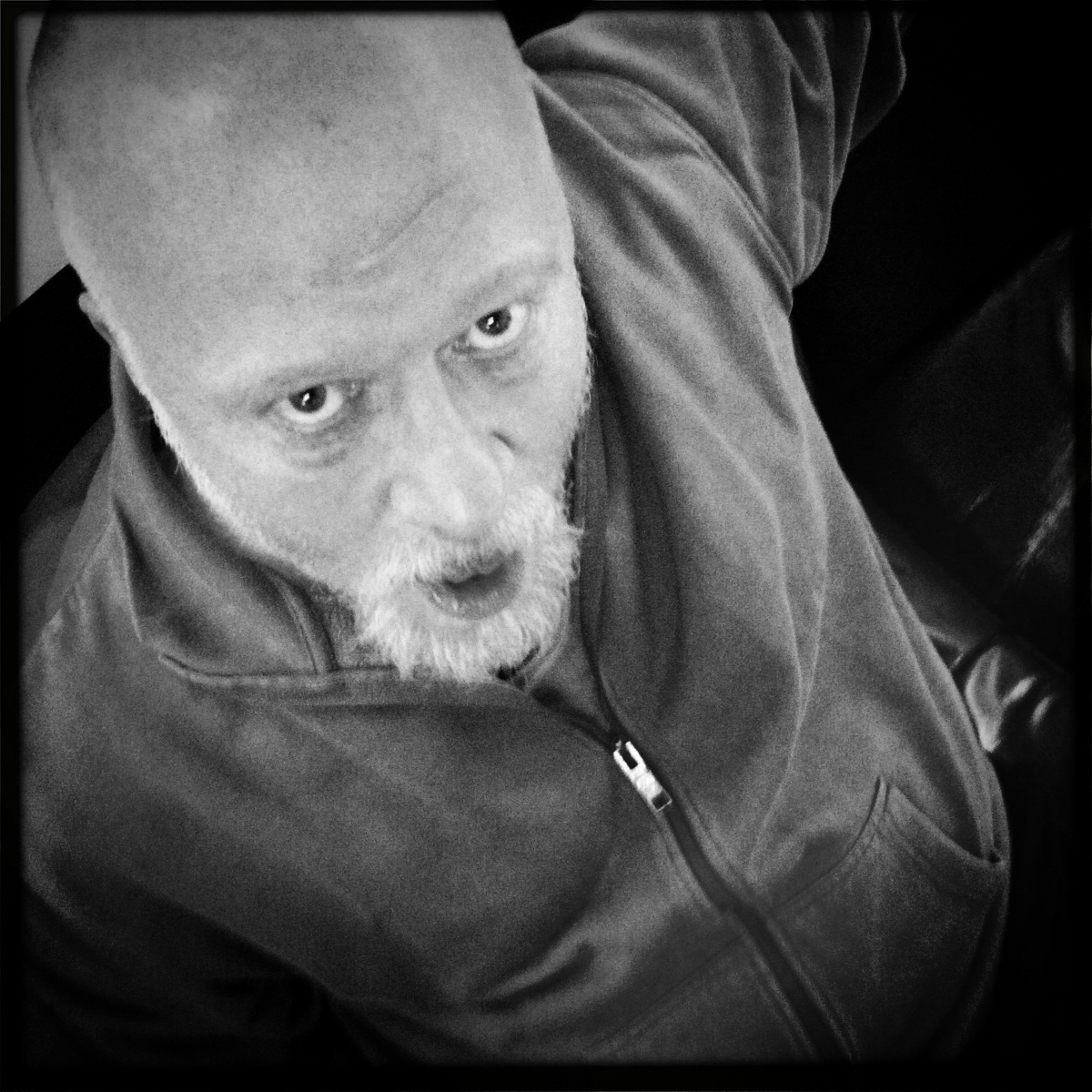
The'd Johanns
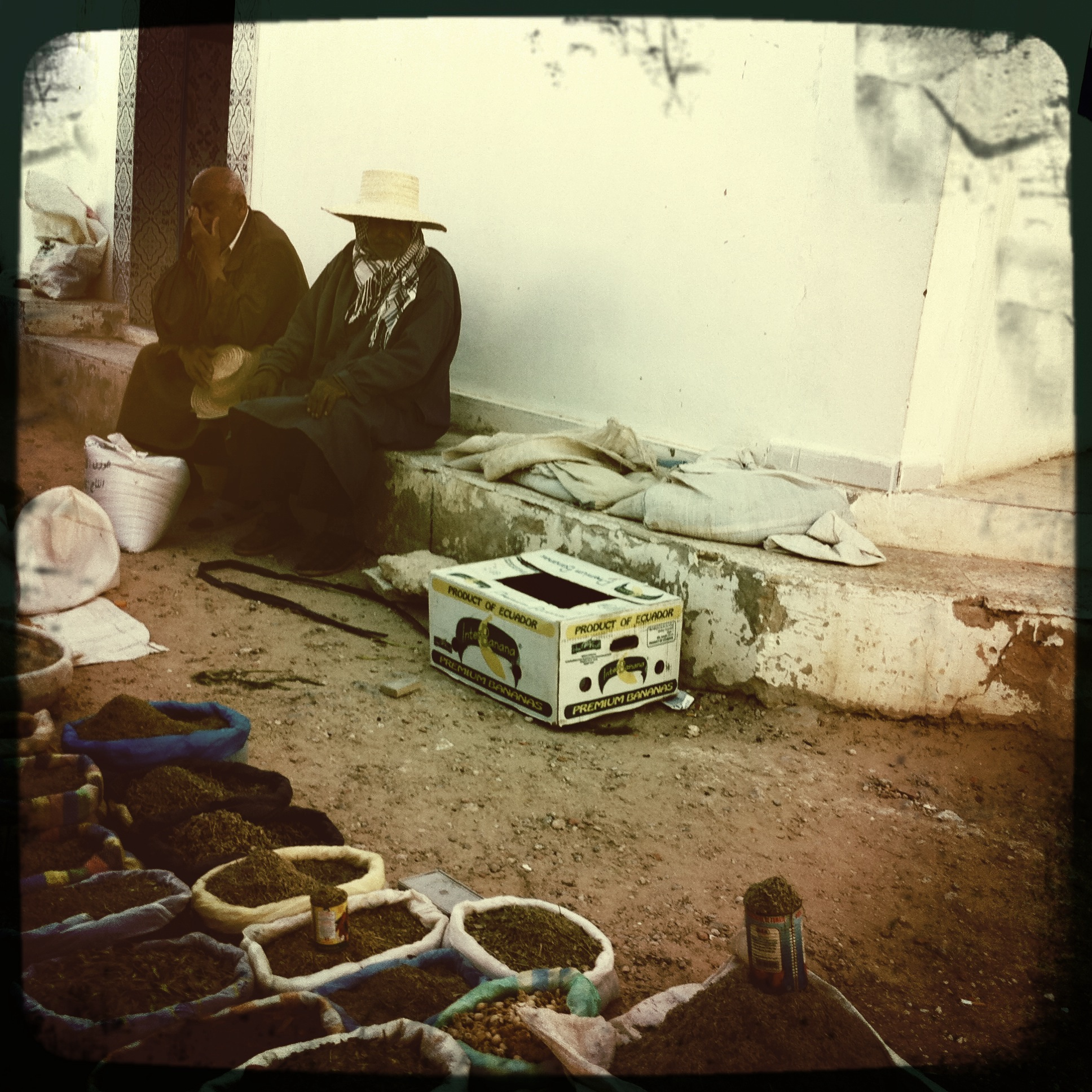
Djerba Market
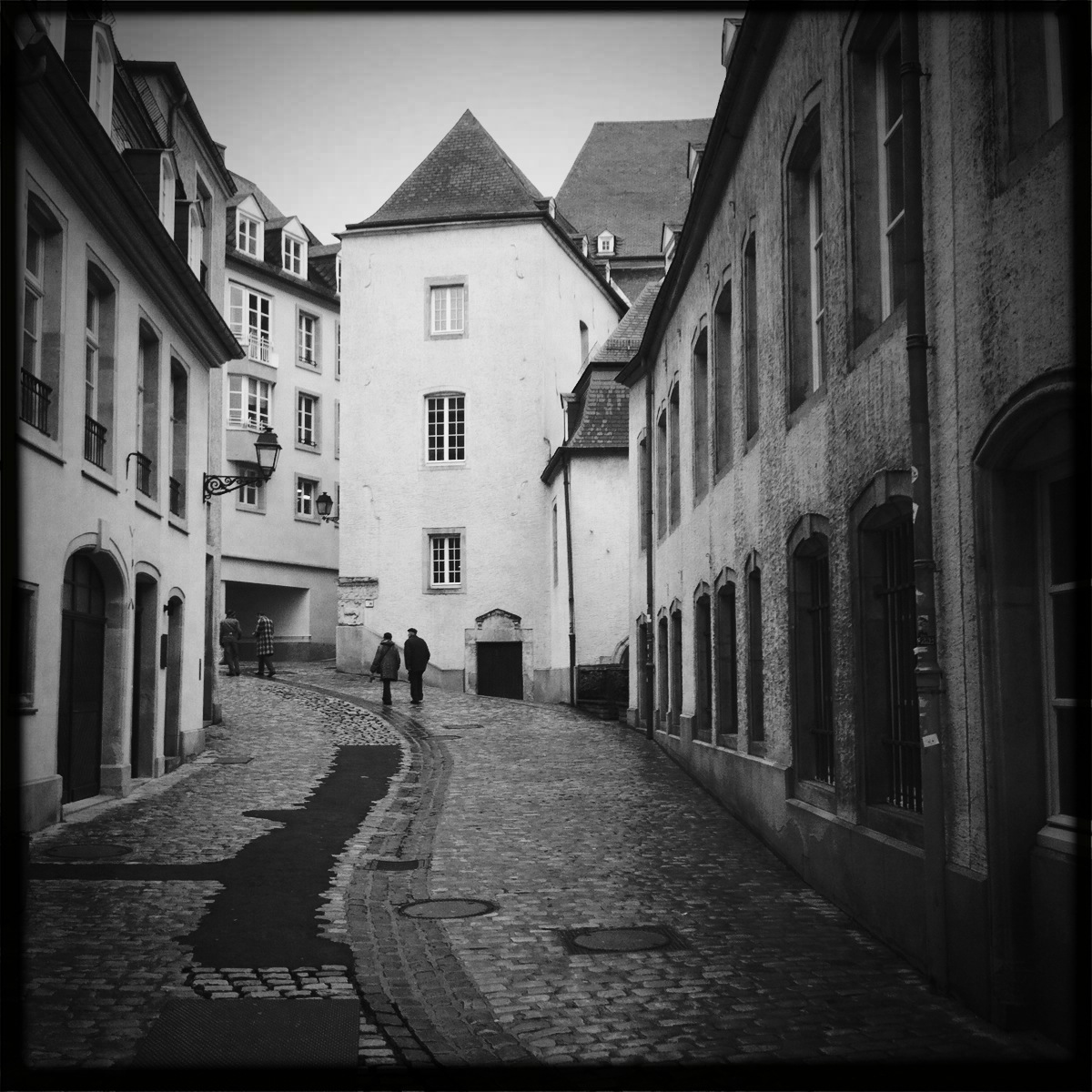
Luxembourg City
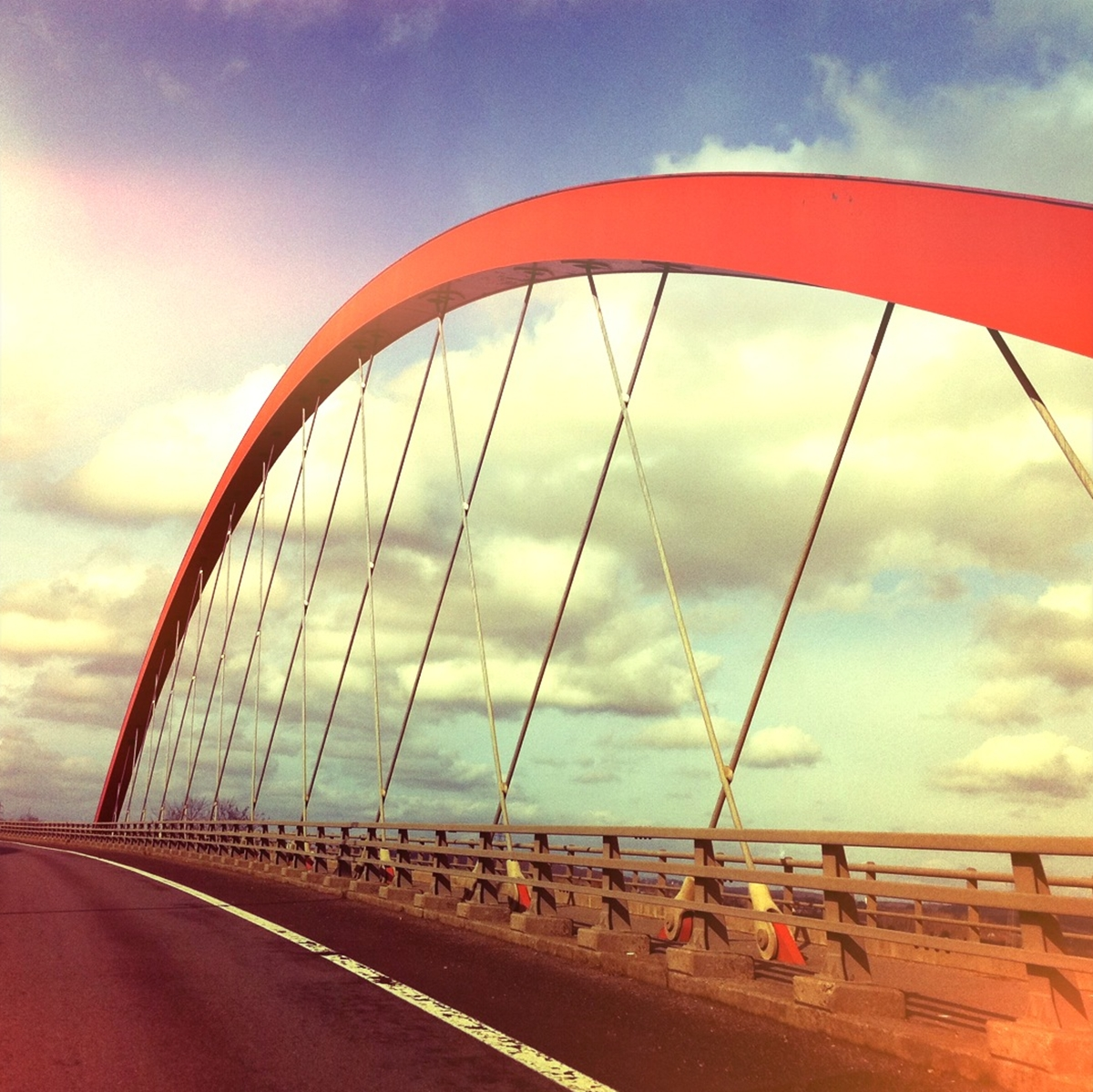
Red Bridge
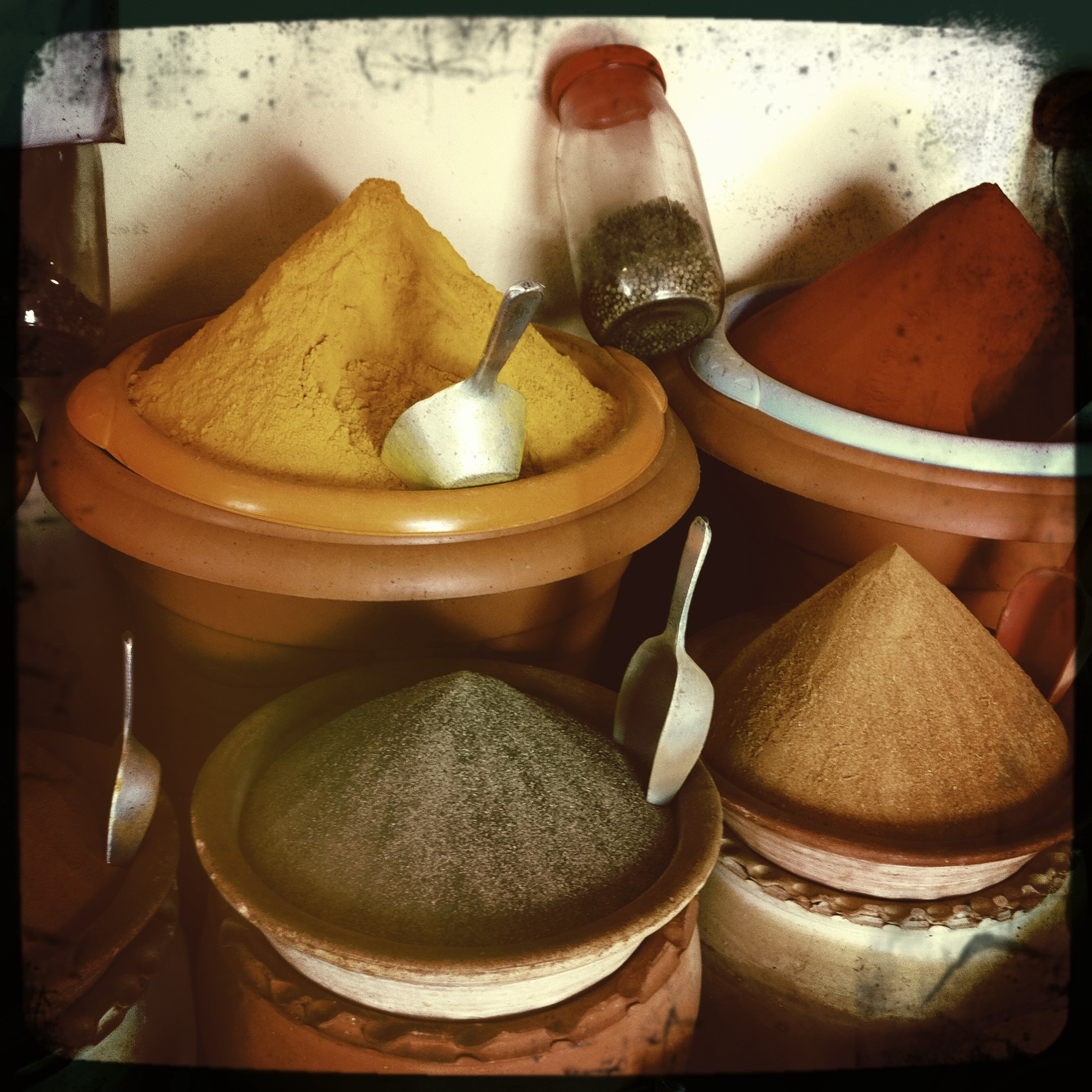
Spices
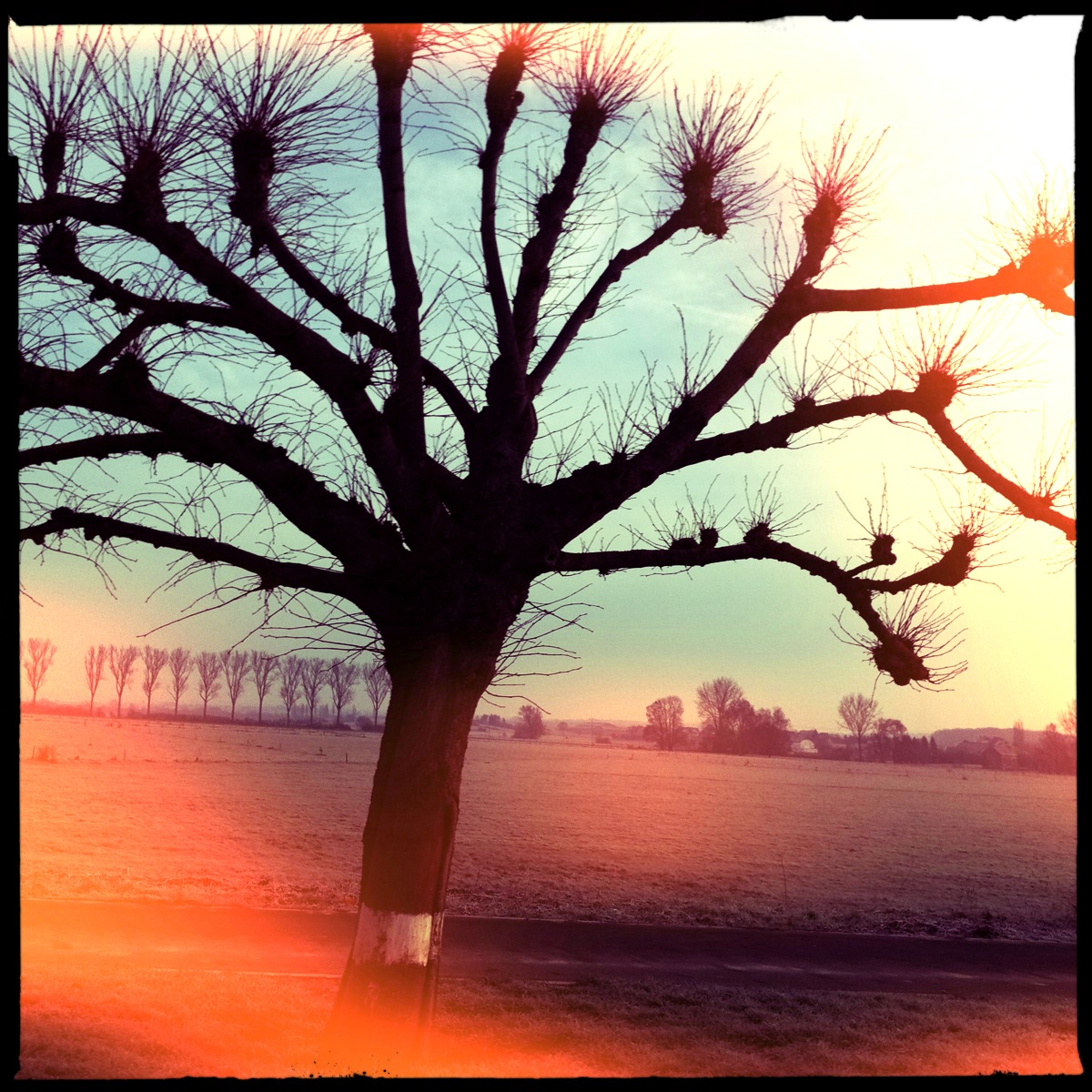
Joshua Tree